# Панасенко Леонід Миколайович
Панàсенко Леонíд Миколáйович (*25 квітня 1949, с. Перковичі, Волинська обл., Україна — †10 березня 2011, м. Ялта, АР Крим, Україна) — український письменник-фантаст, журналіст, автор творів для дітей та юнацтва. Писав українською та російською (самопереклад) мовою.
Народився в с. Перковичі на Волині. Навчався в школі-інтернаті в м. Луцьку, потім — у Любитівському дитячому будинку. У 1974 році закінчив Київський державний університет імені Т. Г. Шевченка (факультет журналістики). Працював у редакціях газет Ковеля, Луцька, Дніпропетровська, а згодом — у видавництві «Промінь» (Дніпропетровськ) та головним редактором видавництва «Таврія» (Сімферополь).
Перша публікація як письменника-фантаста — у 1967 році в журналі «Знання та праця»: оповідання «Контрабандист». Перша книжка «Майстерня для безсмертних» — вийшла 1978 року. У 1976 році в часописі «Уральский следопыт» (м. Свердловськ, Російська Федерація) опубліковано перше оповідання Л. Панасенка російською мовою — «Полівіт» (Поливит).
Очолював перший в СРСР Дніпропетровський клуб фантастів (на відміну від численних на той час КЛФ — Клубів любителів фантастики).
Творчості Леоніда Панасенка властиві м'який ліризм, філософічність, любов до оригінальних заголовків та афористичність письма. Він випробовував себе в соціальній утопії (роман «Садівники Сонця»), філософській фантастиці, в жанрі повісті-казки («Таємниця Іржавих»), конгломераті всіх піджанрів (фантастична епопея «Випадковий Рицар»). Однак переважають у доробку прозаїка твори (оповідання та повісті) з елементами фантастики, наприклад: «Танці по-нестинарськи», «Перекоти-поле», «Місце для Журавля», «Статисти», «Прийди, Інквізиторе!» та інші.
Також писав художні біографії відомих письменників-романтиків: «Затока Недоторки» (про Олександра Гріна), «Ніжність усіх зірок» і «Місток через ніч» (про Антуана де Сент-Екзюпері), «З Макондо зв'язку немає?» (про Ґабріеля Ґарсіа Маркеса), «Сліди на мокрому піску» (про Рея Дуґласа Бредбері). Після публікації останнього оповідання в англійському перекладі між Л. Панасенком і Р. Бредбері встановилися багаторічні дружні стосунки (Бредбері звертався у листах до українського письменника: «мій марсіянський друже»).
Упродовж останніх років мешкав у Сімферополі. Був головою Спілки письменників Криму, співголовою Міжнародної асоціації письменників-фантастів.
Виступив автором ідеї заснування в червні 1993 року Державної премії Республіки Крим (згодом — Премія Автономної Республіки Крим), ініціатором заснування в АРК низки літературних премій: ім. Л. М. Толстого (Севастополь), ім. А. П. Чехова (Ялта), ім. Сергєєва-Ценського (Алушта), «Золота бджола» (Сімферополь). У 1993 році призначений головою Комітету з Державних премій при Раді міністрів Автономної Республіки Крим. Почесний академік Кримської академії наук, президент Кримської літературної академії. Роман-утопія «Садівники Сонця» 1984 року відзначено премією імені Г. І. Петровського. Лауреат Державної премії Автономної Республіки Крим (1997). Серед інших нагород — Почесна грамота Ради міністрів АРК (1999).